# صناعة آلية
صناعة آليه، هي قصة قصيرة للخيال العلمي للكاتب الإسكتلندي جي تي ماكنتوش، نُشرت في الأصل في عدد صيف 1951 من مجلة نيو ووردس. كان من أوائل أعمالمؤلفه، وكان أيضًا أول أعماله التي ظهرت في مطبوعة بريطانية. تم اختزاله خمسمرات على الأقل، بما في ذلك المجلدات التي تم تحريرها بواسطة جروف كونكلين وجون كارنيل وتُرجم إلى الفرنسية لمجلد قصص الآلة عام 1974

## قطعة
شابة تعاني من تقزم في الفكر وهي ضحية تلف الدماغ. تم التعاقد معها لأداء أعمال خدمات أساسية (مثل خدمات الحراسة ) في منشأة مخصصة لتشغيل وبرمجة أجهزة الكمبيوتر المركزي
في اوقات فراغها تشعر بالفضول لمعرفة ما إذا كان بإمكان الآلة جمع وطرح بعض الأرقام الأساسية عند كتابتها. لقد تحققت من النتائج عندما كانت تعود إلى المنزل، وفي بعض الأحيان تقضي أيامًا في جمع وطرح الأرقام لمعرفة ما إذا كانت النتائج صحيحة. عندما تكون في العمل.
تقضي يومًا طويلًا وهي تمشي لوحدها لـ آلاف المترات المربعة من المنشأة، تفحص الأغلفة المعدنية ووحدات التحكم في هذه المنشأة، وتنفض الغبار عنها حسب الحاجة. . إنها تعلم أن كتابة الأشياء على الكمبيوتر ممنوعة على غير العالمين .
لذلك، تختار وقتها جيدًا، وتنظم يومها حتى لا يعرف أحد أنها تقدم أسئلة إلى الكمبيوتر. تجلس على وحدة تحكم عندما تعلم أنه لا يوجد أحد في المكان، ويبدأ الكمبيوتر في التعرف على أسلوبها في الكتابة . إنها تستخدمه وتنقر ببطء. لقد فعلت هذا أربع مرات من قبل، وتفاجأت في المرة الخامسة عندما بدأ الكمبيوتر في التحدث معها عن طريق تخزين المعلومات على شكل ورقي.

## استقبال
وصف البرفيسور شويلر ميلر "صنع آليًا" بأنه "توقع مؤثر لفيلم دانيال كيز الحائز على جائزة زهور لألجيرنون. اختار جون كارنيلالقصة لإدراجها في" أول مختارات خيال علمي بريطاني بالكامل ". كتب جون بوسطن ودامين برودريك أنه في حين أن "[" آلة صنع"] لها علاقة ضئيلة بأي تصور منطقي سواء لما هو الكمبيوتر أو ما هو التخلف العقلي، فإن القراء صوّتوا له أولاً في هذه القضية" ؛قارنه بوسطن وبروديريك بالفائز بهوجو إنهم يفضلون أن يكونوا على حق.

## أمور تافهة
- هناك إشارات إلى بنوك الذاكرة والقانونين الأساسيين للروبوتات: يجب أن يساعد الكمبيوتر البشرية جمعاء أولاً، ويساعد الأفراد ثانيًا.
- هذا مثال مبكر في أدب الخيال العلمي حيث يقرر الكمبيوتر تعليم شخص ما كيفية إصلاح أو إصلاح إصابة الدماغ العضوية .

## انظرايضا
- صناعة السيارات في الصين
- الة كاتبة
- الة بسيطة